# Павлешенци
Павлешенци, още Павлешенце или Палмеш (на македонска литературна норма: Павлешенци), e село в централната част на Северна Македония, част от община Свети Никола.

## География
Селото е разположено в североизточните склонове на Градищанската планина на около 33 километра северозападно от общинския център град Свети Никола.

## История
В началото на XX век Павлешенци е българско село в Кумановска каза на Османската империя. През 1900 година според статистиката на Васил Кънчов („Македония. Етнография и статистика“) селото брои 584 българи християни.
Почти всички християнски жители на селото са под върховенството на Българската екзархия. Според статистиката на секретаря на Екзархията Димитър Мишев („La Macédoine et sa Population Chrétienne“) в 1905 година християнското население на Павлишенци (Pavlichentzi) се състои от 760 българи екзархисти и 8 българи патриаршисти сърбомани и в селото работи българско училище.
В учебната 1907/1908 година според Йован Хадживасилевич в селото има екзархийско училище.
В 1910 година селото пострадва при обезоръжителната акция.
При избухването на Балканската война в 1912 година 11 души от Павлешенци са доброволци в Македоно-одринското опълчение. След Междусъюзническата война в 1913 година селото попада в Сърбия.
На етническата си карта от 1927 година Леонард Шулце Йена показва Палмеш (Palmeš) като българско християнско село.
В 1994 година селото има 122, а в 2002 година – 77 жители.

## Личности
Родени в Павлешенци
- Арсен Божинов (? – 1915), български революционер, деец на ВМОРО,[8] четник на Кръсто Лазаров в 1915 година,[9] загинал на фронта през Първата световна война[10]
- Арсен Янев, български революционер, четник на Кръсто Лазаров в 1914 година[11]
- Атанас Коцев Велков (1883 – след 1943), македоно-одрински опълченец, служи в 3-та рота на 2-ра скопска дружина,[12] взема участие в битките при Шаркьой, Султан тепе, Говедар, Редки буки, Роткова скала и други; на 29 април 1943 година, като жител на Свети Никола, подава молба за българска народна пенсия, която е одобрена и пенсията е отпусната от Министерския съвет на Царство България[13]
- Милан Стефанов, български революционер от ВМОРО, четник на Кръстю Лазаров на два пъти[14][15]
- Митруш (1883 – 1905), български революционер от ВМОРО, четник на Петър Апостолов[16]
- Нада Ицева-Салджиева (1934 – 2005), парашутистка от Република Македония
- Поп Пензо, деец на ВМОРО, селски войвода, на 4 март 1905 година със селската милиция напада в гръб турските части, обградили край Павлешенци четата на Иван Наумов Алябака и така я спасява.[17]
- Стойче Лазов – Павлешенски (1860 - след 1948), деец на ВМОРО[18]
- Траян Стойков Симеонов (1878 - след 1943), български революционер от ВМОРО

Починали в Павлешенци
- Атанас Алексов – Чачето (1888 – 1905), български революционер от ВМОРО